# Hexamitoptera
Hexamitoptera là một chi bướm đêm thuộc họ Erebidae.